# Treskowallee
Die Treskowallee ist eine verkehrsreiche Straße in den Berliner Bezirken Lichtenberg und Treptow-Köpenick. Sie gilt als die Magistrale im Ortsteil Berlin-Karlshorst, um die herum sich zuerst das Vorwerk und seit dem Ende des 19. Jahrhunderts die Colonie entwickelte. Die Berliner Denkmalliste enthält rund 50 Baudenkmale im Einzugsbereich der Treskowallee.

## Lage und Namensgebung der Straße

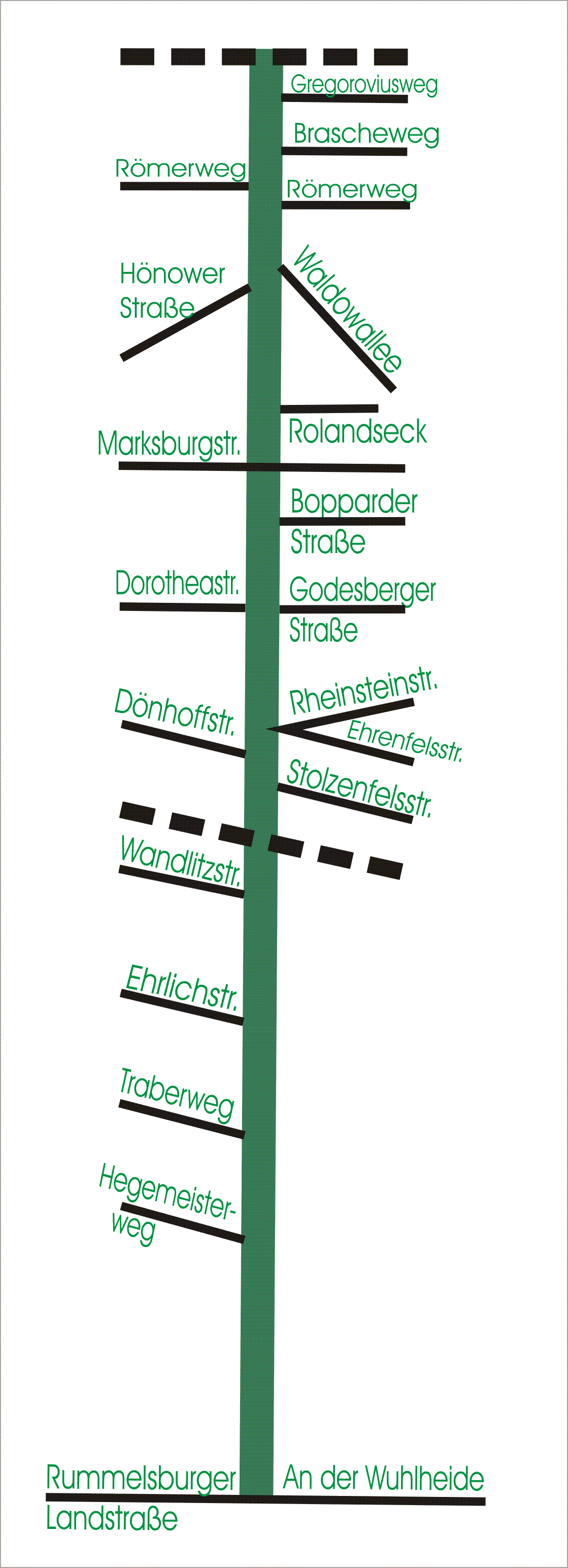
Treskowallee mit allen Nebenstraßen

Der heute gültige Namensbereich der Treskowallee betrifft einen Teil der schon im 18. Jahrhundert genutzten Straße nach Cöpenick. Diese hieß im 19. Jahrhundert auch Kreis-Chaussee, weil sie im Landkreis Niederbarnim lag. Erstmals wurde der Name Treskowallee ab 1900 verwendet und zwar für den Bereich zwischen dem Eingang zum Schlosspark Friedrichsfelde und dem Hohen Wallgraben am Südeingang der heutigen Trabrennbahn Karlshorst. Die Straße erhielt ihren Namen nach Carl von Treskow, dem Besitzer von Rittergut und Schloss Friedrichsfelde.
Am 15. Juli 1961 wurde die Treskowallee in zwei Abschnitte geteilt, die unterschiedliche Namen erhielten. Der nördliche Teil vom Schlossparkeingang bis zur Ortsteilgrenze zwischen Friedrichsfelde und Karlshorst an der Unterführung der VnK (Verbindung nach Kaulsdorf)-Strecke wurde mit der nördlich anschließenden Schloßstraße zur Straße Am Tierpark zusammengefasst.
Der verbleibende Teil der Treskowallee erhielt am gleichen Tag den Namen Hermann-Duncker-Straße nach Hermann Duncker, dem ein Jahr zuvor verstorbenen Rektor der Gewerkschaftshochschule „Fritz Heckert“. Die im Süden anschließende Karlshorster Landstraße im Ortsteil Oberschöneweide wurde in die neue Namensgebung einbezogen, somit wurde die Straße um einen Teilbereich von rund 1,6 Kilometern erweitert. Die Hermann-Duncker-Straße reichte nun von der Bahnbrücke am Tierpark bis zur Kreuzung mit der Rummelsburger Straße/An der Wuhlheide. Die Grundstücke der gesamten Straße wurden entsprechend umnummeriert.
Nach der deutschen Wiedervereinigung nahm das Bezirksamt Lichtenberg im Jahr 1992 eine Rückbenennung der gesamten Hermann-Duncker-Straße in Treskowallee vor. Die genaue Lage ist auf dem Plan ersichtlich.
Die Geokoordinaten beziehen sich auf die Treskowallee am Bahnhof Berlin-Karlshorst, der sich etwa auf halber Länge der Straße befindet.
Die Nummerierung der Treskowallee beginnt an ihrem nördlichen Startpunkt, auf der westlichen Seite befinden sich die geraden, auf der östlichen Seite die ungeraden Nummern. Das südliche Ende der Treskowallee hat die Hausnummer 240.

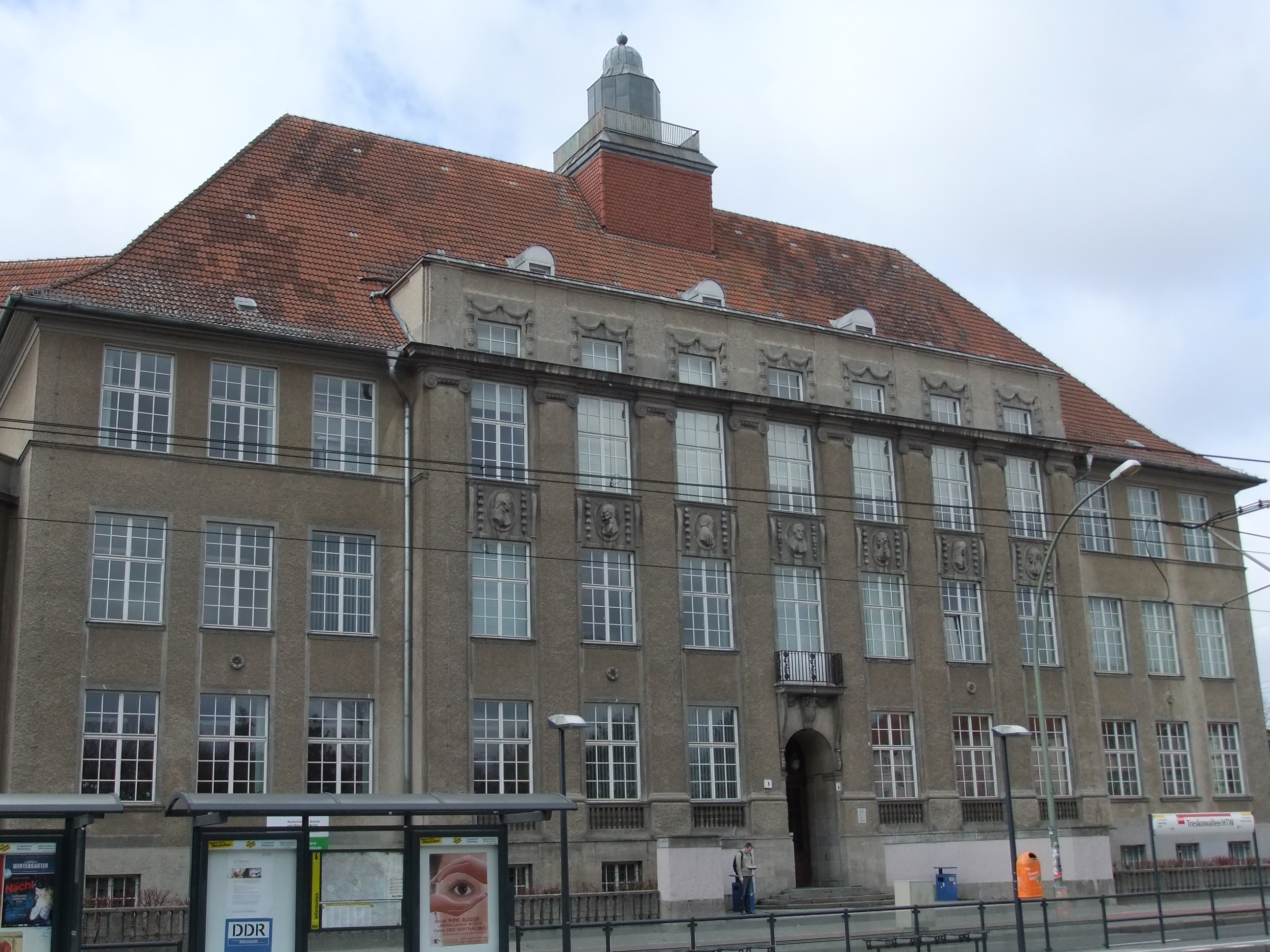
Hochschule für Technik und Wirtschaft

## Kurzbeschreibung verschiedener Abschnitte der Treskowallee

### Nördlicher Abschnitt bis zur Hönower Straße
- Nummern 8–12: Hochschule für Technik und Wirtschaft Berlin, 1914 als Doppelbau für ein Gymnasium und ein Lyzeum eingeweiht; auf dem Innenhof das Auditorium maximum und ein Denkmal für Nikos Belogiannis (ein 1952 hingerichteter griechischer Freiheitskämpfer) von René Graetz. Eine bronzene Luchsfamilie, 1978 von Lothar Rechtacek gestaltet, steht auf der Wiese.[2]
Der anschließende Straßenabschnitt, auf dem in den 1950er Jahren ein Studentenwohnheim entstanden war, wurde 2013–2015 bebaut. Hier ließ die Howoge das Wohnquartier Treskow-Höfe mit etwa 400 Mietwohnungen errichten. Auf dem bis auf einige Gebäudeteile beräumten Gelände an der Ecke zum Römerweg konnten vor Baubeginn Archäologen Grabungen vornehmen. Dabei kamen Reste einer bronzezeitlichen Besiedlung zum Vorschein.[3]

### Mittlerer Abschnitt von der Hönower Straße bis zum Bahnhof Karlshorst

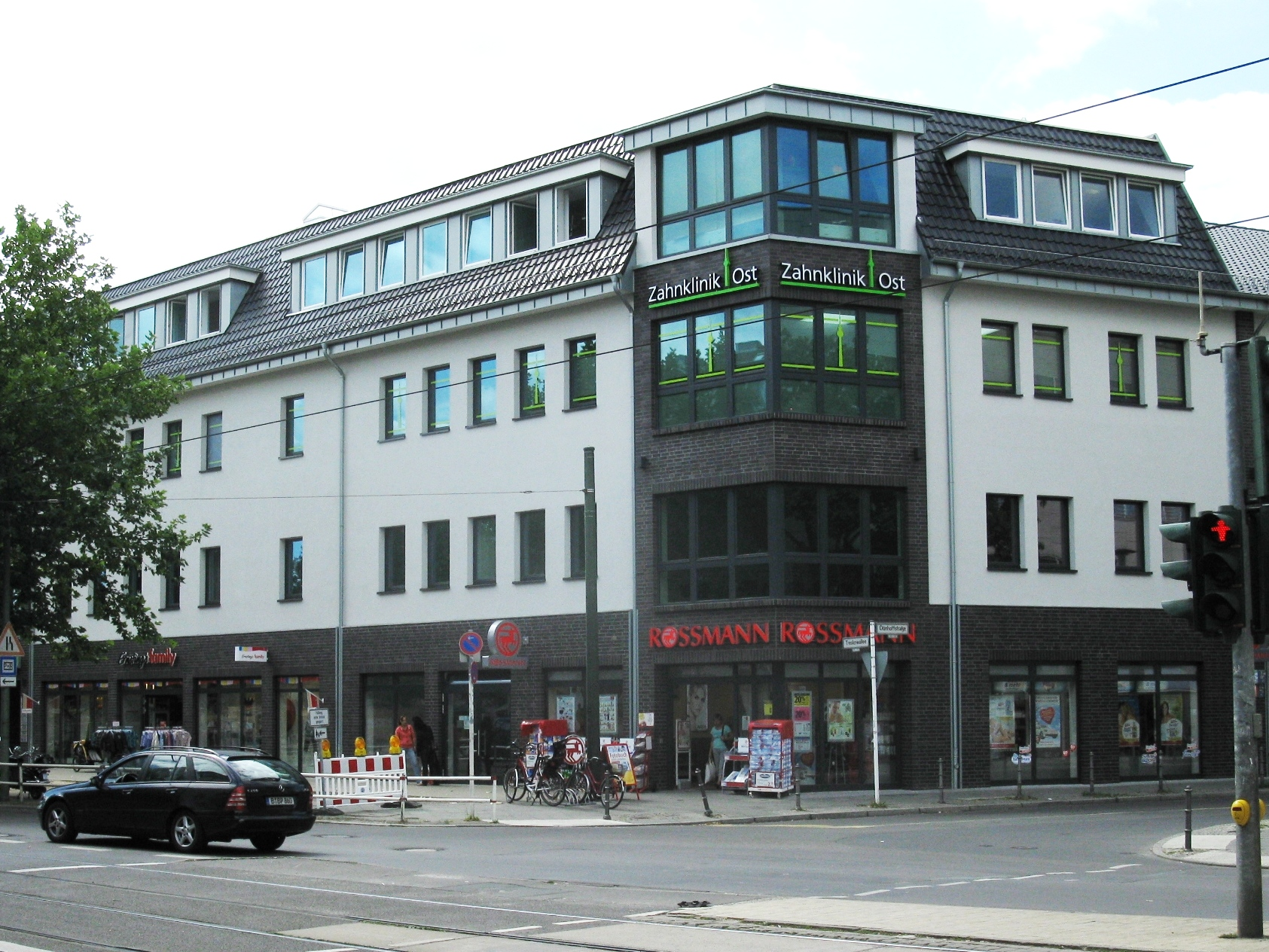
Kulturhaus Karlshorst

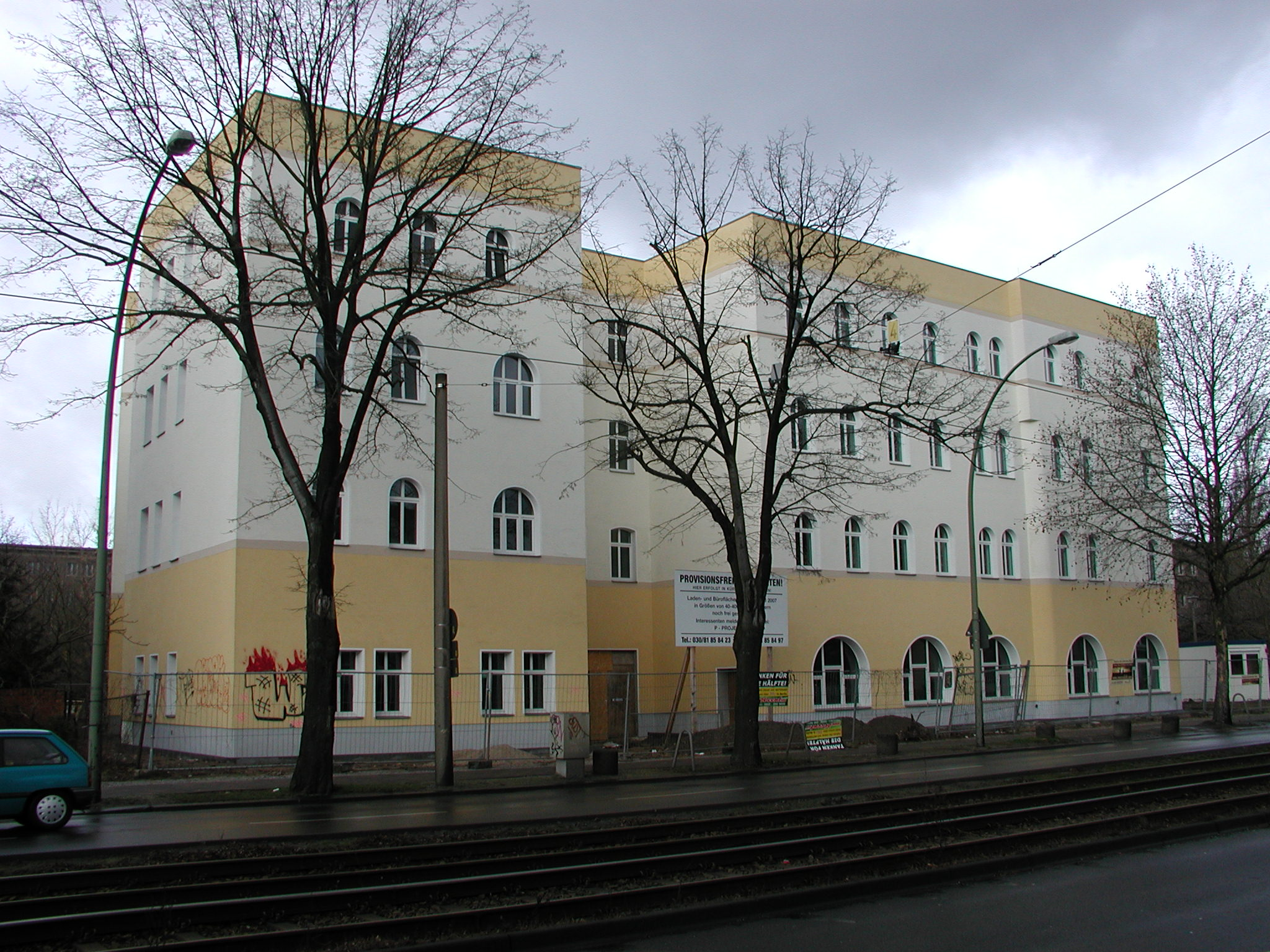
Ehemalige libysche Botschaft in der DDR

Dieser Bereich beginnt an der Hönower Straße, wo ein markantes gelbes Gebäude steht (Nr. 26), das bis Anfang der 1970er Jahre die chinesische Botschaft, dann bis Ende der 1970er Jahre die mexikanische und ab Mitte der 1980er Jahre bis 1990 die libysche Botschaft in der DDR beherbergte.
Der gesamte mittlere Bereich der Treskowallee und seine Nebenstraßen mussten ab dem 3. Mai 1945 für die Angehörigen der sowjetischen Armee geräumt werden, innerhalb von 24 Stunden mussten alle rund 8000 Einwohner ihre Wohnung verlassen. Das Gebiet wurde mit Zäunen und Schlagbäumen abgeriegelt und durfte nur mit Sondergenehmigung betreten werden. Lediglich die Treskowallee blieb für den Durchgangsverkehr einschließlich der Straßenbahn (Linie 69) frei. In den folgenden Jahren erfolgte eine schrittweise Verkleinerung des Sperrgebietes, und die Zäune wurden außer Sichtweite gesetzt. Als in Ost-Berlin noch Lebensmittelkarten für den täglichen Einkauf nötig waren, konnten Eingeweihte im „Russenmagazin“ in dem genannten Gebiet preisgünstig und markenfrei einkaufen. Erst ab Mai 1963 verschwand der Sperrbezirk an der Treskowallee dann vollständig.
- Nummer 30: Hier steht einer der zahlreichen Buddy Bären Berlins.
- Nummer 31: Mehrzweckpavillon von 1932, steht unter Denkmalschutz[4], jetzt Pizzastation
- Nummern 39–47: Als „Häuser der besten Gastfreundschaft, Kreis Lichtenberg“ anlässlich der III. Weltfestspiele der Jugend und Studenten 1951 mit einer Gedenktafel geehrt.[5]
- Nummer 112: Kulturhaus Karlshorst
- Nummer 115, Ecke Stolzenfelsstraße: denkmalgeschütztes historisches Bahnhofsgebäude Karlshorst.[6]

### Südlicher Abschnitt vom Bahnhof Karlshorst bis An der Wuhlheide

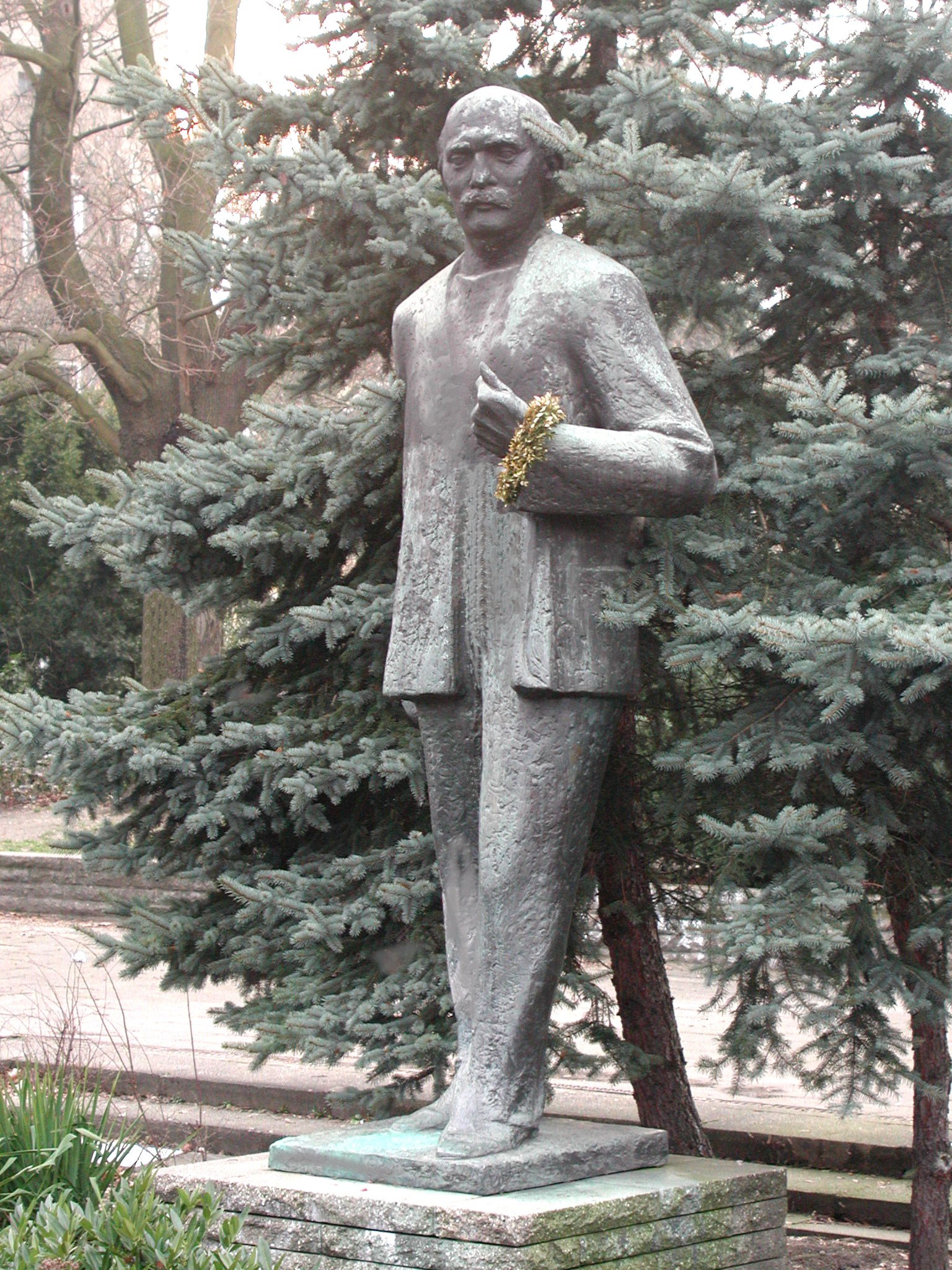
Denkmal für Hermann Duncker

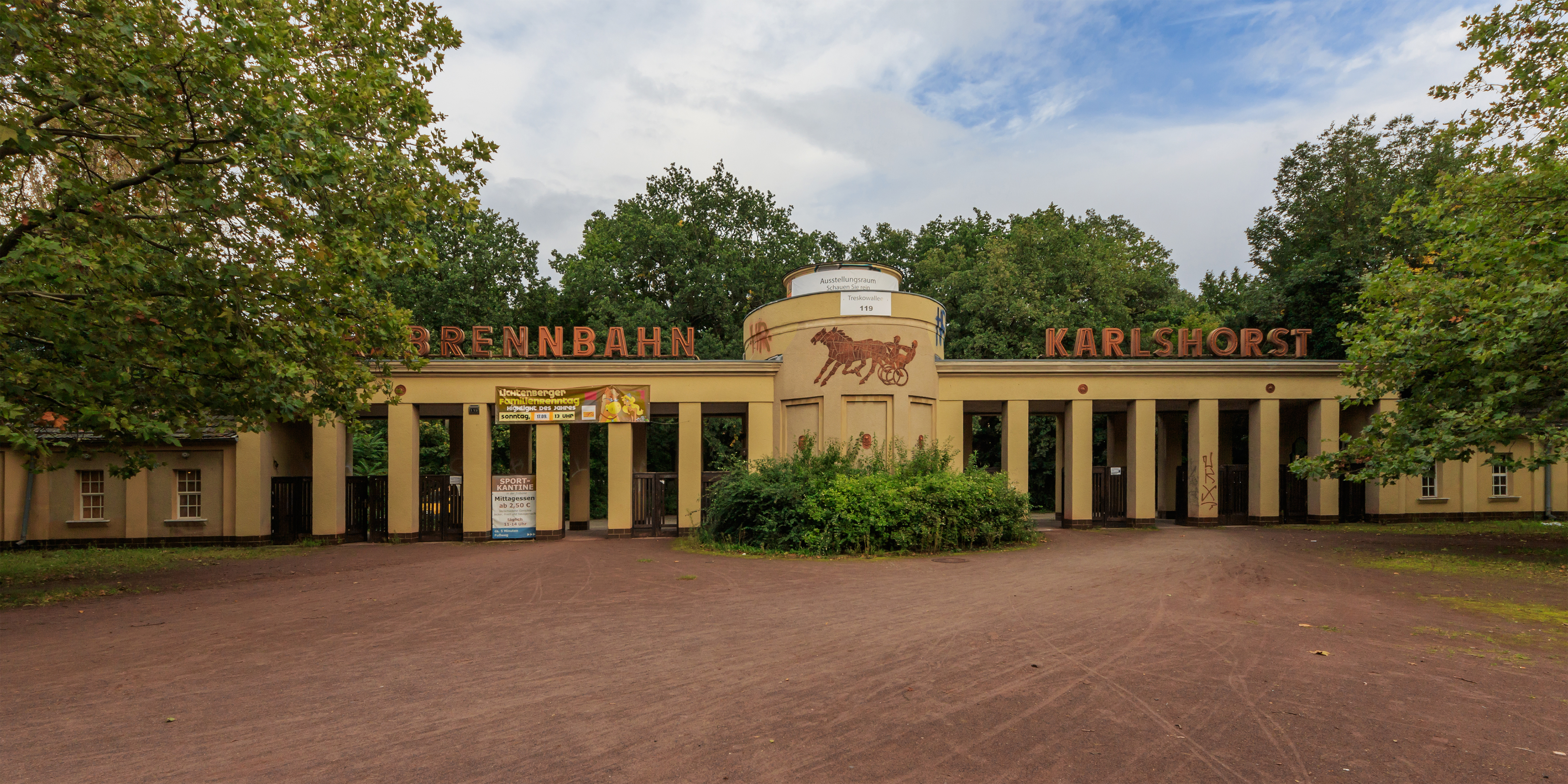
Trabrennbahn (Nordeingang)

- Nummer 114: ehemaliges Empfangsgebäude des 1894 eröffneten Rennbahnhofs Karlshorst (unter Denkmalschutz).[7] Als Kopfbahnhof mit sieben Gleisen, von denen heute noch fünf existieren, diente er als Sonderzugbahnhof für die Rennbahn Karlshorst. Der Personenverkehr wurde nach 1929 eingestellt. Der Fachwerkbau blieb erhalten, und das Gebäude diente der Bahn bis 1993 in anderen Funktionen. Von 1998 bis 2012 nutzte ein Supermarkt das Gebäude. Im Juni 2018 eröffnete die Bio Company in den Räumlichkeiten einen Bio-Supermarkt.
- vor dem ehemaligen Rennbahnhof: Denkmal für Hermann Duncker von Walter Howard, 1976 hier aufgestellt (Denkmalschutz),[8] wofür die Skulptur eines weiblichen Aktes von Karl Trumpf in einen Park an der Ingelheimer Straße versetzt wurde. Seit August 2021 befindet sich hier eine Gedenktafel für Hermann und Käte Duncker.[9]
- Nummer 115: Das Haus beherbergte das 1930 unter dem Namen Capitol erbaute Kino Vorwärts. Es wurde 2001 trotz Bürgerprotestes abgerissen.[10] Das Grundstück wurde im Jahr 2017 mit einem Appartementhaus, benannt nach Johann Christian Ludwig Hellwig, neu bebaut.[11]
- Nummer 116: Neobarockes Gebäude mit Stuckornamenten im Jugendstil (unter Denkmalschutz)[12], Drehort des Films „Der Mann, der nach der Oma kam“
- Nummern 129–137: Trabrennbahn Karlshorst. Mit allen Teilen wie Empfangsgebäude, Tribüne, Waagegebäude, Reiterstandbild von 1925 von Willibald Fritsch und anderen ist sie in die Berliner Denkmalliste aufgenommen.
- Nummer 176: In Höhe dieser Grundstücksnummer befindet sich die Ortsteilgrenze zu Oberschöneweide.
- Nummern 210–220: Das ehemalige Königin-Elisabeth-Hospital wurde zwischen 1945 und 1991 als Krankenhaus durch die sowjetische Armee genutzt. Nach dem Abzug der Truppen stand der Trakt zur Treskowallee lange Jahre leer. Im Jahr 2011 konnte eines dieser nunmehr total sanierten und modernisierten Gebäude als Haus Elisabeth des Diakoniewerks Simeon neu eröffnet werden. Es bietet 124 pflegebedürftigen Personen eine Unterkunft.[13]
- Nummer 222: Albatros-Schule (Förderschule für geistig Behinderte), wurde in dem hinteren, früher auch zum Königin-Elisabeth-Hospital gehörenden Gebäudetrakt nach dessen Sanierung eingerichtet

Zwischen dem südlichen Ende der Trabrennbahn und dem Volkspark Wuhlheide gab es eine in den 1970er Jahren in Großplattenbauweise errichtete Wohnsiedlung für die Familien der Offiziere der Sowjetarmee. Die Gebäude wurden bis Ende der 1990er Jahre abgerissen, das Gelände kam in das Eigentum des Pferdesportparks Berlin-Karlshorst e. V.
Ganz im südlichen Bereich grenzen Teile des Volksparks Wuhlheide an die Treskowallee, es gibt Sport- und Spielplätze, eine Liegewiese, das Sommerbad Wuhlheide sowie Spazierwege. Über einen Fußweg ist der Modellpark Berlin-Brandenburg erreichbar.

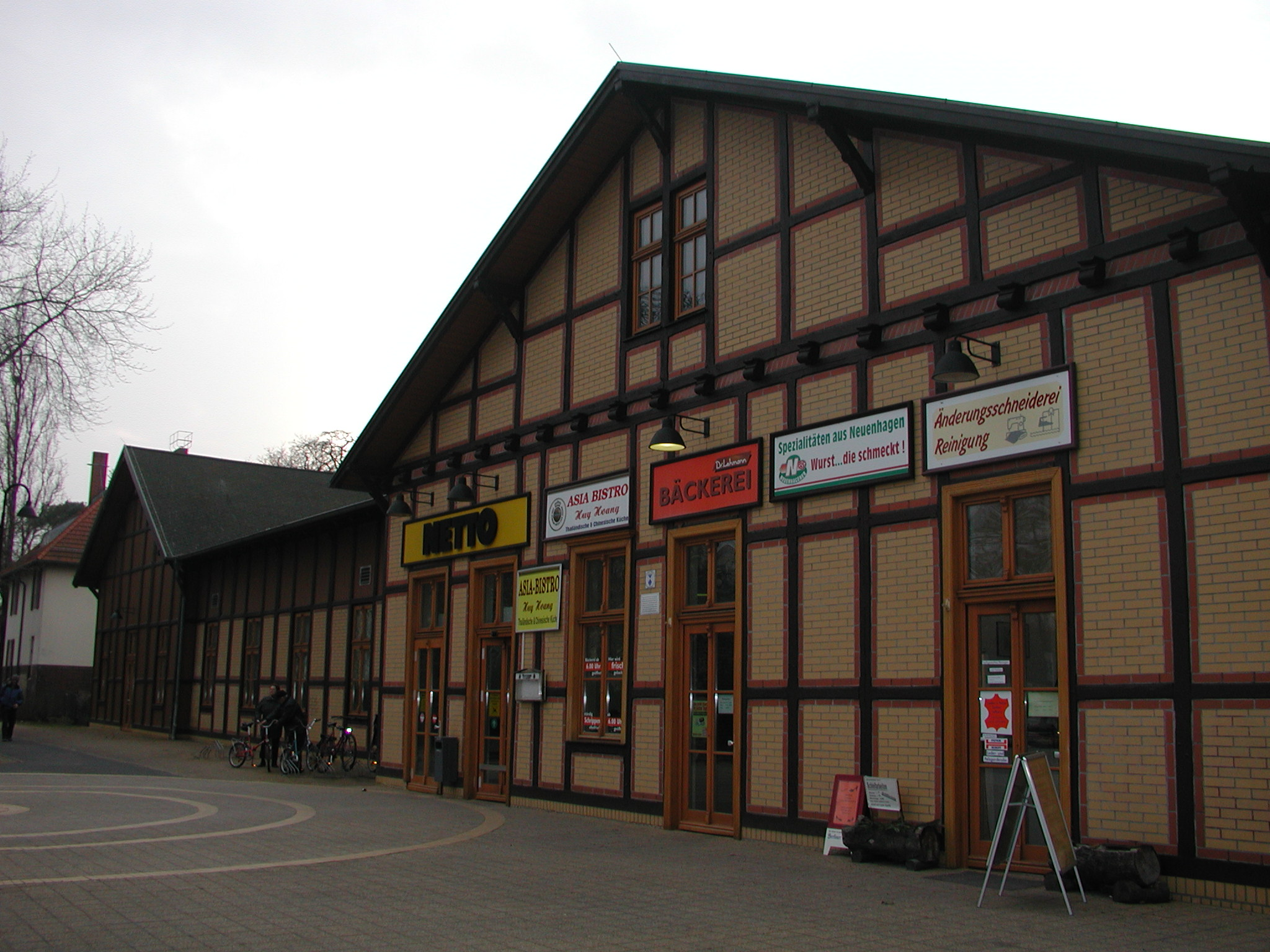
Ehemaliger Rennbahnhof
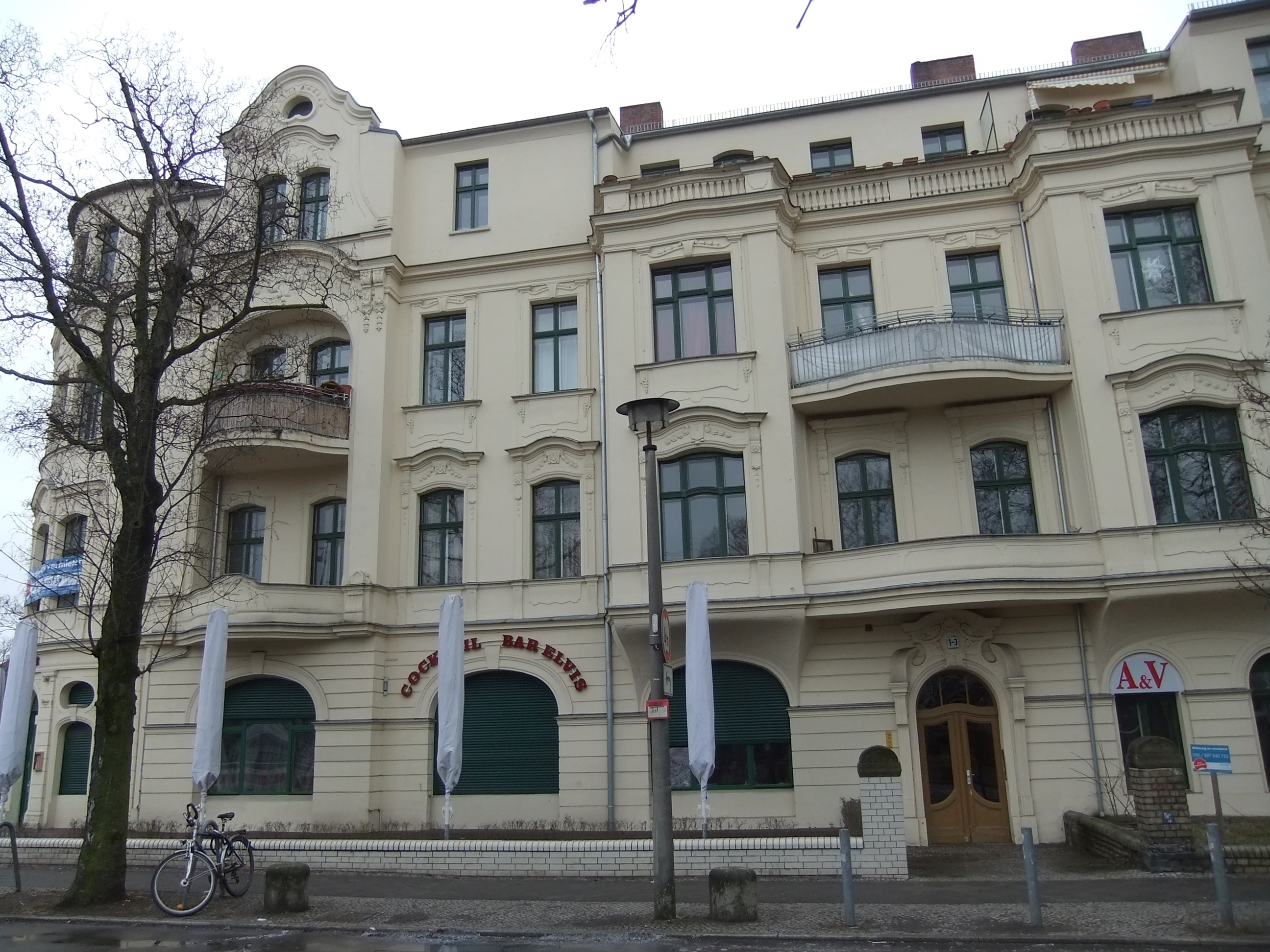
Haus Treskowallee 116
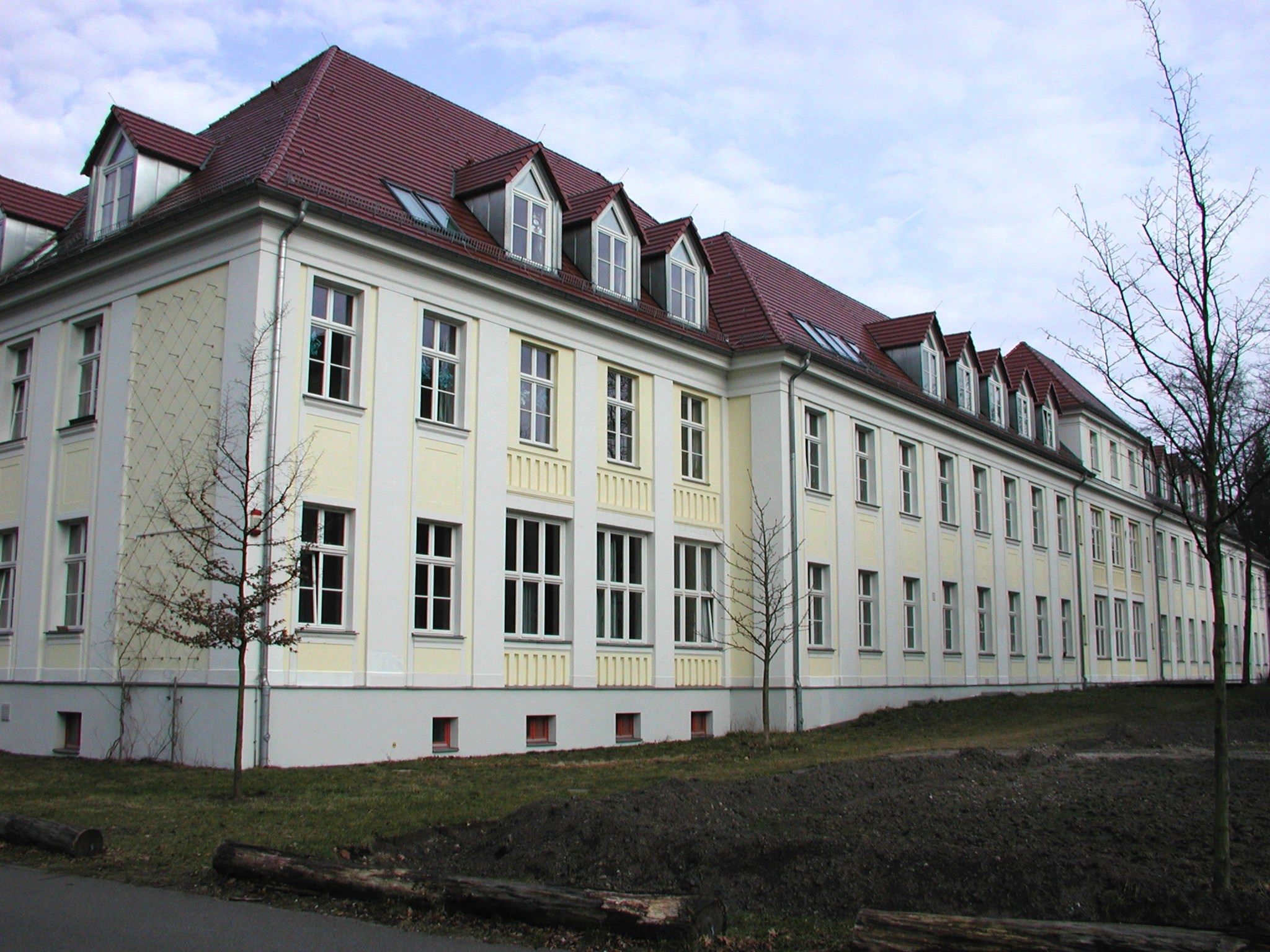
Ehemaliges Königin-Elisabeth-Hospital, Albatros-Schule

## Verkehr
Die gesamte Treskowallee wird von drei Linien der Straßenbahn befahren (M17, 27 und 37); eine weitere Straßenbahnlinie (21) und zwei Buslinien (296 und 396) erschließen den umliegenden Wohnbereich. Die Straßenbahnstrecke auf der Treskowallee wurde am 1. Mai 1910 als dritte Linie der Berliner Ostbahnen eröffnet.
Um den Durchgangsverkehr auf den in Nord-Süd-Richtung verlaufenden Hauptverkehrsstraßen im östlichen Teil Berlins (darunter auch der Treskowallee) zu verringern, ist der Bau des mittleren Teilstücks der Tangentialen Verbindung Ost (TVO) von der Märkischen Allee in Biesdorf bis zur Straße An der Wuhlheide in Oberschöneweide vorgesehen.

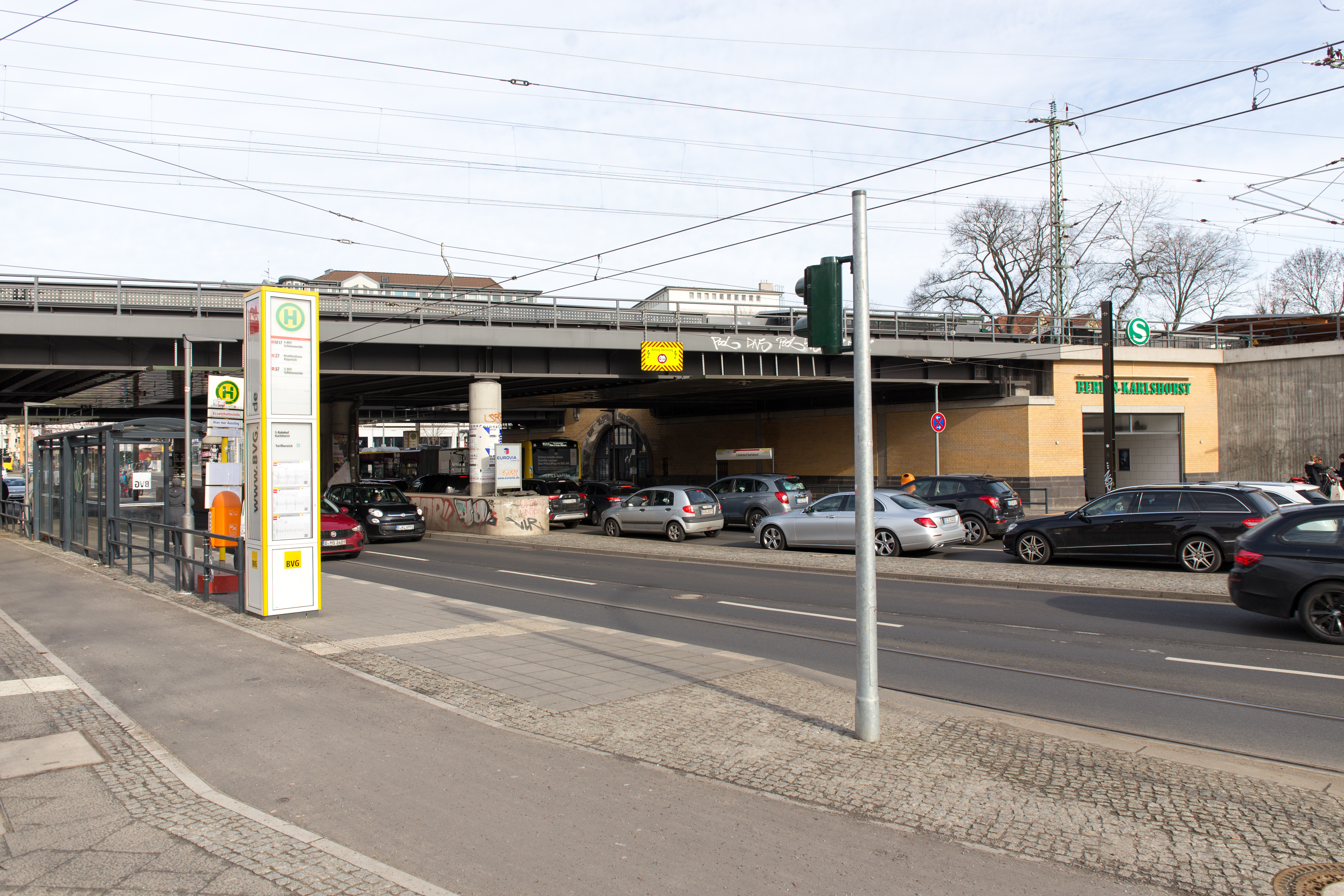
Bahnbrücke Karlshorst

Etwa auf halber Länge der Treskowallee befindet sich der Bahnhof Berlin-Karlshorst, an dem die S-Bahn-Linie S3 (Berlin-Spandau – Erkner) hält. Von 1961 bis Ende 2017 war der Bahnhof Karlshorst auch Halt von Regionalzügen.
Die Erweiterung der Brücke über die Treskowallee durch die Deutsche Bahn (DB ProjektBau GmbH und der DB Netz AG) wurde 2012 begonnen und führte dazu, dass seit 2021 die Unterführung über zwei Fahrstreifen pro Richtung und eine Straßenbahntrasse mit einer Gesamtbreite von 31 Metern verfügt. Die Tramgleise unter der Brücke wurden an den Bürgersteig verlegt, um das Umsteigen zur S-Bahn zu erleichtern. Auf der östlichen Straßenseite ist der historische Zugang zum S-Bahnhof unter der Brücke wieder geöffnet worden. Auf der westlichen Straßenseite wurde Anfang 2015 in Verlängerung des S-Bahnsteigs ein Fußgängersteg mit Aufzug und Treppenaufgang freigegeben.

## Wirtschaft
Die Hochschule für Technik und Wirtschaft, Finanzunternehmen, Ingenieurbüros, kleinteilige Handelsunternehmen und Restaurants bilden die Infrastruktur der Straße.